# Кременчуцька дитяча художня школа імені Олександра Литовченка
Кременчу́цька дитя́ча худ́ожня шко́ла О. Д. Литовченка — початковий спеціалізований мистецький навчальний заклад позашкільної освіти, школа естетичного виховання, названий на честь кременчуцького художника XIX століття Олександра Литовченка. У 2008–2009 роках було 17 викладачів і 315 учнів.
Серед дисциплін, що викладаються у школі: історії мистецтв, графіка, живопис, композиція, скульптура. Розташована школа на вулиці Гоголя, 7/44. Має дві філії: на Раківці (Крюків) — по вул. Лейтенанта Дніпрова, будинок 72, та на Молодіжному — по вул. Воїнів Інтернаціоналістів, будинок 11.

## Будівля
У 19 столітті в одноповерховому особняку на вулиці Кагамліцькій (нині Гоголя) було Четверте міське початкове училище. У радянські часи у цій будівлі розташовувалася спочатку денна, а потім вечірня школи. 1976 року пічне опалення у будівлі замінили централізованим паровим.
Будівля має 6 навчальних класів, клас скульптури, клас історії мистецтв і виставкову залу.

## Історія
У вересні 1971 року в Кременчуці при Палаці культури заводу Шляхових машин було відкрито дитячу студію образотворчого мистецтва. Її організаторами стали Серафим Захарович і Ніна Григорівна Кузнецови. У студії образотворчого мистецтва навчались в основному діти працівників заводу дорожніх машин. Навчання було безкоштовне, студія утримувалася за рахунок підприємства. Викладач були Кузнєеов С. З. і Хомов М. М. Студія займала в Палаці лише одну кімнату.
За три роки кількість дітей зросла до сотні. 1974 року міськвиконком ухвалив відкрити дитячу художню школу Кременчуку. Школу було організовано у будинку 47 на вулиці Першотравневій. А вже у вересні 1974 року було прийнято рішення «Про списання та передачу приміщення по вул. Гоголя, 11».
На початку листопада 1974 року художня школа розпочала роботу. Спочатку художня школа займала у будівлі на вулиці Гоголя лише половину приміщення — це були три класні кімнати, а другу половину до 1975–1976 навчального року займала вечірня школа для дорослих.
Школою керували чотири директори: у 1974–1979 роках — Кузнецов С. З., у 1980–1985 роках — Ковальова Світлана Серафимівна (донька Кузнецова), у 1986–1988 роках — Арламова Ганна Миколаївна, з 1989 року — Родін Андрій Ігорович.
З 1987 року художня школа відкрила дві філії: на Раківці (Крюків) — по вул. Лейтенанта Дніпрова, будинок 72, та на Молодіжному — по вул. Воїнів Інтернаціоналістів, будинок 11.
У 80 — 90-х роках майстри створили творче об'єднання «Зелений острів». Перша ж виставка «острів'ян» справила фурор. Кременчужани побачили нетипові для того часу роботи. Замість традиційних селянок та матерів-героїнь із мозолястими руками, Олег Липченко створював картини з містичними сюжетами, а Віктор Мусіяка малював лілії. Також там був представлений Володимир Дзюбенко з загадковими і дуже гарними роботами на тему «Тибет-Єгипет». Через деякий час Липченко виїхав до Канади, де живе і працює нині, Віктор Мусіяка вже більше десяти років працює у Парижі, де його знають під ім'ям Мусі. За свою творчість Віктор нагороджений срібною медаллю уряду Франції. Він брав участь у виставці, присвяченій 50-річному ювілею Всезагальної Декларації прав людини ООН, яка проходила під крівлею Великої Арки в паризькому районі Ла Дефанс. Виставлявся Мусіяка і на паризькій авеню Ваграм у галереї Іва Мюньє «Картини XIX–XX століть».
У 1994–1995 навчальному році Кременчуцька дитяча художня школа підготувала і провела виставки, присвячені 20-річчю КДХШ, Новому року, Різдвяним святам, Міжнародному жіночому дню та 50-річчю Дня Перемоги.
У 1999–2000 навчальному році Кременчуцька дитяча художня школа підготувала і провела акцію-виставку дитячого малюнка, присвячену річниці Незалежності України, конкурс дитячого малюнка, присвячений Дню визволення міста, виставку-звіт учнів школи, присвячену 25-річчю КДХШ, виставку-акцію «СНІДУ — НІ!» Брала участь в міжнародному конкурсі «Підводні фантазії — 2000» (Україна — Франція), у виставці творчих робіт «Шевченківські дні», в обласному конкурсі образотворчого і декоративно-ужиткового мистецтва «Світ навколо нас» (в м. Полтаві), в міській виставці «Кременчуцька весна-2000» (брали участь викладачі школи). Було проведено виставку молодих художників м. Харкова в виставковій залі міста «Абра-кадабра-2000», виставку-звіт випускників школи, виконані ілюстрації до видання книги кременчуцької поетеси Ольги Пилипчук. Випускники викладача Бурковської Г. М. зайняли призові місця на обласному конкурсі «Світ навколо нас»: Деменко Женя, Толшинська Женя та Олексієнко Олена, а Деменко Женя зайняла ще 2 місце у відборі робіт в американсько-російську галерею «Сіті» — Росія.

Литовченко Олександр Дмитрович

З 2003 року школа почала працювати за новим навчальним планом — 6 років навчання. У 2004–2005 навчальному році у школі було зроблено капітальний ремонт внутрішніх приміщень, виконано заміну дверних та віконних блоків. Проведено частковий поточний ремонт фасаду та виконано капітальний ремонт виставкової зали.
29 березня 2011 року Кременчуцькій дитячій художній школі було присвоєно ім'я Олександра Дмитровича Литовченка — кременчуцького художника 19 століття. Він 1877 року був прийнятий до товариства «Пересувних художніх виставок» і роботи якого нині знаходяться у Третьяковській галереї.

## Викладачі та випускники
- Дяченко Анатолій Давидович — член Спілки художників України
- Терещенко Володимир Васильович
- Недбаєва Любов Михайлівна
- Дружко Володимир Іванович
- Кузнецов Серафим Захарович
- Рубанов Олексій — член Спілки художників України

Викладачі — колишні випускники школи
- Будіна (Дерлюк) Людмила Олексіївна (1975)
- Шуляк Тетяна Володимирівна (1976) — член Спілки художників України
- Родін Андрій Ігорович (1977)
- Тєлєгіна (Кручиненко) Тетяна Володимирівна (1977)
- Готвянська Світлана Миколаївна (1987)
- Рассоха Наталія Олегівна (1987)
- Осадчий Віктор Володимирович (1988)
- Журавльов Сергій Олександрович
- Ковалевська Ксенія В'ячеславівна (1995)
- Шматко (Колеснікова) Яна Олегівна (1995)
- Мірошниченко Віолетта Олегівна (2000)

Випускники:
- Віктор Мусі
- Олег Липченко
- Володимир Дзюбенко
- Наталя Мкртчян

У 1977 році в КДХШ навчалось уже 193 учні. Педагогічний колектив нараховував 6 викладачів: С. З. Кузнєцов, В. І. Дружко, В. В. Терещенко, Л. М. Недбаєва, С. С. Ковальова та Т. В. Шуляк.
1992 року навчалось у школі вже понад 200, також 40 чоловік у філіях. Викладачів було вже 12.
У 2004—2005 роках працювало 13 викладачів, а контингент учнів становив 293.
У 2008—2009 навчальному році кількість класів була збільшена на два і доведена до тридцяти. Кількісний склад педагогічного колективу сягнув 17 викладачів. Контингент учнів досяг 315 чоловік.

## Виставки та участь у конкурсах
У 1990 році в Донецьку проходив перший всесоюзний конкурс дитячого малюнку «Підводні Фантазії». Участь у конкурсі взяло 10 757 робіт з усього СРСР. Кременчуцька дитяча художня школа надіслала конкурс 20 робіт. П'ять вихованців відзначено дипломами, символічними медалями й сувенірами. Роботу Олексія Пирогова було рекомендовано для участі у Міжнародному етапі конкурсу у місті Антібе (Франція). Кременчужанин (викладач Ковальова С. С.) здобув Спеціальний приз Міжнародного журі. За участь у всесоюзному конкурсі КДХШ було відзначено спеціальним призом, дипломом і медаллю.
Учні школи брали участь в міжнародному конкурсі «Підводні фантазії — 95» (Україна-Франція), в обласному художньому конкурсі дитячої творчості 1995 року «Світ навколо нас» 1-е місце зайняли дві учениці КДХШ, які отримали призи, у конкурсі 5 учнів — 20 робіт, також в міжнародному конкурсі дитячої творчості «Моя сім'я» (проходив в м. Лідіце, Чехословаччина).
У 2004–2005 рр. відбулися виставки: «Мої акварелі» викладача Дружка В. І. у Кременчуцькому краєзнавчому музеї, виставка робіт учнів ДХШ, присвячена Дню Незалежності України, Дню міста (малюнок на асфальті, графіка). КДХШ брала участь у конкурсі дитячого малюнка на тему: «СНІДУ — НІ!», «Я хочу жити в якісному світі», де 1-е місце у двох номінаціях завоювали Мірошниченко Ганна і Тарасенко Яна (викладач Терещенко В. В.), Рижков Микита і Новикова Яна (викладач Тєлєгіна Т. В.). Також організували виставку робіт учнів ДХШ, присвячену 30-річчю заснування школи, в міській картинній галереї та виставковій залі школи, де було представлено 300 робіт учнів і викладачів. Брали участь у конкурсах дитячого малюнка «Світ навколо нас», «Світло Різдвяної Зірки» за участю Православної церкви, образотворчого мистецтва «Барви Лесиного гаю», у відбірковому Всеукраїнському конкурсі учнівської творчості, присвяченому Шевченківським дням, у міжнародному конкурсі дитячо-юнацького мистецтва «Срібний дзвін», у міському фестивалі-конкурсі «Кременчуцьке розмаїття», постійна участь в обласному конкурсі «Податки очима дітей» (в м. Полтаві), участь викладачів КДХШ у семінарі-практикумі на базі Гадяцького училища культури ім. І. П. Котляревського.
2008 року учні КДХШ перемогли на місцевому, а потім на обласному етапі конкурсу «Збереження навколишнього середовища», взяли призові місця на регіональному та європейському етапі. Конкурс організували бібліотечна система для дітей разом із Благодійним фондом «Гармонія». Учень школи Родіон Щербінін зайняв третє місце та 11 серед перших 50, а третьокласниця Ліза Рассоха з гімназії № 6 — також третє місце. Ще її робота заслужила на 4 місце у першій десятці. Малюнки шістьох юних кременчужан взяли участь у третьому етапі Міжнародного конкурсу «Збереження навколишнього середовища», що проходив у Веллінгтоні (Нова Зеландія).
У 2008–2009 навчальному році у цих виставках-конкурсах брало участь близько 150 учнів. У Всеукраїнському конкурсі дитячої творчості «Об'єднаймося ж, брати мої» друге місце зайняла Шевельова Олена (викладач Дяченко А. Д.). У всеукраїнському конкурсі дитячого малюнка «Світ навколо нас» Стовпа Альона (викладач Тєлєгіна Т. В.) зайняла третє місце. У міському фестивалі-конкурсі «Кременчуцьке розмаїття-2009» перші місця зайняли Колос Кіра (викладач Мосієнко І. В.) та Мелінська Любов (викладач Будіна Л. О.), а Гран-Прі завоювала Безугла Ганна (викладач Терещенко В. В.). Другі місця посіли Романенко Ріта (викладач Рубанов О. А.) та Дунаєвська Єлизавета (викладач Будіна Л. О.). Треті місця зайняли Вознюк Валерія та Сергієва Ганна (викладач Мірошниченко В. О.) і Петрова Ірина (викладач Тєлєгіна Т. В.). У Всеукраїнському конкурсі дитячого малюнка «Податки очима дітей» Бончук Маша (викладач Рассоха Н. О.) посіла третє місце. Перші місця у міському конкурсі декоративно-прикладного мистецтва «Цей чарівний світ» зайняли Слєпинін Георгій (викладач Шуляк Т. В.) і Данілєйко Софія (викладач Осадчий В. В.) та Гран-Прі завоювала Рассоха Єлизавета (викладач Рассоха Н. О.).